# Carlos Francisco Serrano
Francisco Serrano (Bucaramanga, Colombia; 26 de octubre de 1978) es un futbolista colombiano retirado. Jugaba de mediocampista.
Entre 2010 y 2012 fue gerente deportivo de Academia Fútbol Club, posteriormente, de 2015 a 2017 ocupó el mismo cargo en el Club Llaneros  desde 2018 es el gerente deportivo y delegado de Fortaleza CEIF, todos clubes de la Categoría Primera B del fútbol profesional colombiano.

## Clubes
| Club                 | País        | Año           |
| -------------------- | ----------- | ------------- |
| El Cóndor            | Colombia    | 1997          |
| Santa Fe             | Colombia    | 1998 - 2003   |
| Deportes Quindío     | Colombia    | 2004          |
| Boyacá Chicó         | Colombia    | 2004 - 2005   |
| C. D. Águila         | El Salvador | 2006          |
| Academia             | Colombia    | 2007          |
| C. D. Chalatenango   | El Salvador | 2008          |
| Academia             | Colombia    | 2009          |
| Atlético Bucaramanga | Colombia    | 2009          |
| Academia             | Colombia    | 2010 - Retiro |